# Marino Niola
Marino Niola (Napoli, 4 settembre 1943) è un antropologo, giornalista e divulgatore scientifico italiano.

## Biografia
Niola è professore di Antropologia dei simboli, Antropologia delle arti e della performance, Miti e riti della gastronomia contemporanea presso l'Università Suor Orsola Benincasa di Napoli dove coordina il Laboratorio di Antropologia Sociale, il master in Comunicazione multimediale dell'enogastronomia e dove dirige il Centro di Ricerche Sociali sulla Dieta Mediterranea "MedEatResearch". È stato professore all'Università degli Studi di Napoli "L'Orientale" e in quelle di Padova e di Trieste, dove nel 1999 è stato tra i fondatori del primo corso di laurea italiano in Scienze e Tecniche dell'Interculturalità.
Niola svolge attività di divulgazione su TV e Radio Rai ed è editorialista de la Repubblica. Sul Venerdì di Repubblica cura la rubrica settimanale Miti d'oggi. Collabora con Le Nouvel Observateur, Il caffè di Locarno e Il Mattino di Napoli.
Dal 2008 al 20 giugno 2010 è stato presidente del Teatro Mercadante, divenuto da qualche anno Teatro Stabile di Napoli.
Nel 2023 è scelto da Tile Storytellers insieme a Peppe Barra e Salvatore Scuotto, come narratori del documentario "Dio non è solo" in occasione degli Ottocento anni del presepe.

## Interessi di ricerca
Antropologo della contemporaneità, le sue ricerche riguardano:
- il rapporto tra tradizione e mutamento culturale nelle società contemporanee
- la persistenza del mito nelle forme contaminate del mondo d'oggi
- le passioni, paure ed ansie nell'immaginario contemporaneo
- i processi della mondializzazione ed i localismi che ispirano i simboli e le mitologie del villaggio glocale
- il culto narcisistico del corpo come spia dell'inquietudine del nostro tempo
- le forme simboliche dell'immaginario globale
- le nuove mitologie della civiltà tecnologica
- gli usi, costumi e consumi del nostro tempo

## Opere principali
- 1993 Antropologia delle anime in pena, con Stefano De Matteis, Lecce, Argo.
- 1995: Sui palchi delle stelle. La città il sacro la scena, Roma, Meltemi Editore.
- 1997: Il corpo mirabile. Miracolo sangue estasi, Roma, Meltemi
- 2000: Totem und Ragu. Neapolitanishche Spaziergänge, München, Luchterhand
- 2003: Totem e Ragù. Divagazioni napoletane, Napoli, Pironti editore
- 2003: Il purgatorio a Napoli, Roma, Meltemi
- 2005: Il presepe, Napoli, L'Ancora del Mediterraneo
- 2006: Don Giovanni o della seduzione, Napoli, L'Ancora del Mediterraneo
- 2007: I santi patroni, Bologna, Il Mulino
- 2008: Lévi-Strauss. Fuori di sé, Macerata, Quodlibet
- 2009: Si fa presto a dire cotto. Un antropologo in cucina, Bologna, Il Mulino
- 2009: Il libro delle superstizioni (coautore Elisabetta Moro), Napoli, L'Ancora del Mediterraneo
- 2009: Don Juan entre Nápoles y el Purgatorio in Visiones de Don Juan, Madrid, SECC, Sociedad Estatal de Commemoraciones Culturales
- 2012: Non tutto fa brodo, Bologna, Il Mulino
- 2012: Miti d'oggi, Milano, Bompiani
- 2014: Hashtag. Cronache da un paese connesso, Milano, Bompiani
- 2015: Homo Dieteticus. Viaggio nelle tribù alimentari, Bologna, Il Mulino
- 2016: Il presente in poche parole, Milano, Bompiani
- 2017: Andare per i luoghi della Dieta Mediterranea, (con Elisabetta Moro), Bologna, Il Mulino
- 2019:  Diventare Don Giovanni. Un viaggio attraverso l’Europa sulle tracce del grande seduttore, Milano, Bompiani
- 2021: Baciarsi, (con Elisabetta Moro), Torino, Einaudi
- 2022: Il presepe: una storia sorprendente (con Elisabetta Moro), Bologna, Il Mulino
- 2023: Mangiare come Dio comanda (con Elisabetta Moro), Torino, Einaudi